# Kościół św. Jana Chrzciciela w Turośli
Kościół pw. Świętego Jana Chrzciciela w Turośli – rzymskokatolicki kościół parafialny należący do dekanatu Kolno diecezji łomżyńskiej.

## Historia
Jest to świątynia wybudowana w latach 1870–1871 dzięki staraniom ks. J. Ekstowicza. Dziekan kolneński ks. Kuderkiewicz poświęcił kościół 20 sierpnia 1871. Świątynia ma formę barokową przeniesioną z architektury murowanej na drewnianą. Dach pokryto blachą w 1887.
W 1893 ówczesny rektor kościoła ks. I. Tomaszewski ogrodził kościół kamiennym murem. W 1898 poddał kościół renowacji. Wówczas naniesiono drugą warstwę polichromii (pierwsza pochodziła z okresu budowy świątyni). W 1901 ks. A. Czerniewicz zamówił u organmistrza Jana Szymańskiego w Warszawie nowe organy. Poprzednie nie spełniały swojej roli.
W 1930 nałożono kolejną warstwę polichromii. Po II wojnie światowej powstały kolejne dwie warstwy, ostatnią w 1981 przemalował Jan Moczydłowski.
Budowla wielokrotnie (1898, 1946–1947, 1972–1974, 1988–1989, 1995–2000, 2005–2010, 2014) była restaurowana i remontowana. Niektóre remonty są upamiętnione za pomocą inskrypcji za ołtarzem głównym.
W latach 2016–2020 zespół studentów i studentek Wydziału Konserwacji UMK w Toruniu i Akademii Sztuk Pięknych w Łodzi pod kierunkiem Joanny Zajączkowskiej-Kłod i Małgorzaty Adron przywrócił polichromię z 1898. Prace poprzedzono dwuetapowymi badaniami polichromii w 2014 i 2015.
Kościoły w Lemanie, Turośli, Dąbrówce i Łysych to zespół czterech budowli sakralnych określanych mianem kościołów w stylu kurpiowskim. Wszystkie mają dwie wieże w ścianie frontowej i trójkątny szczyt. Forma ta nawiązuje do klasycystycznych tympanonów.

## Architektura
Świątynia jest drewniana, jednonawowa, w konstrukcji wieńcowej, na fundamencie kamiennym. Budowla jest orientowana. Wzniesiono ją na planie krzyża łacińskiego. Bale obciosano czworokątnie i położono poziomo, łącząc na zrąb. Kościół ma ramiona boczne z kaplicami zamkniętymi prostokątnie, które tworzą pseudotransept. Ściany nawy i kaplic wzmocniono lisicami. Prezbiterium jest zamknięte trójbocznie. Ma dwie boczne zakrystie. Kościół oszalowano sosnowymi deskami, a jego naroża ozdobione są pseudoboniowaniem.
Fasada główna jest ozdobiona dwiema kwadratowymi wieżami, które na górze przechodzą w ośmioboczne. Wieże są zwieńczone baniastymi blaszanymi dachami hełmowymi. Między wieżami znajduje się trójkątny szczyt. Fasada główna jest pięcioosiowa. Osie wyznaczają cztery rzędy prostokątnych okien dwuskrzydłowych, sześciopolowych, zakończonych łukiem odcinkowym oraz dwuskrzydłowe płycinowe drzwi. Szczyt oddzielony jest od korpusu fasady ozdobnym gzymsem. Szczyt zdobią dekoracyjne listwy. Elewacje boczne są trójosiowe, osie wyznaczają dwa okna prostokątne podobne do tych na fasadzie i dwuskrzydłowe drzwi. Pod gzymsem na elewacjach bocznych biegnie dekoracyjna listwa. W szalunku widoczne są lisice. W prezbiterium zamontowano jedno prostokątne okno. W ścianie wschodniej widoczna oktogonalna rozeta.
Budowla nakryta jest dachem jednokalenicowym wykonanym z blachy. Zakrystie przykryte są dwupołaciowymi dachami. Na dachu, na przecięciu nawy głównej i kaplic, znajduje się ośmiokątna arkadowa wieżyczka na sygnaturkę. Wieńczy ją blaszany baniasty dach hełmowy z latarnią.
Kościół ma wymiary: 30,5 m długości, 9,7 m szerokości, 6,5 m wysokości do sklepienia. Kaplice boczne mają 7,5 na 6 m. Powierzchnia użytkowa kościoła to ok. 510 m², a kubatura ok. 1500 m³.
Prezbiterium jest nieznacznie podniesione w stosunku do nawy głównej. Strop jest płaski z wydatną fasetą. W kaplicach widoczne pseudosklepienie zwierciadlane. Kaplice w formie zbliżonej do sześcianu otwierają się na nawę potrójną półkolistą arkadą. Ściany wewnętrzne są oszalowane pionowo. Podłogi wykonano z sosnowych desek ułożonych w duże kwadraty. Chór muzyczny w zachodniej części kościoła jest podparty dwoma słupami z wystawką trójboczną w centralnej części i prospektem organowym.
Wnętrze jest ozdobione polichromią. Na stropie namalowano medaliony z apostołami i motywy kurpiowskie (m.in. wycinanki). W trakcie prac konserwatorskich polichromii w latach 2016–2018 zdjęto malowidła i przywrócono dawne fryzy na fasetach oraz przedstawienia Zwiastowania NMP i Boga Ojca na stropie nawy głównej.

## Wyposażenie
Do wyposażenia należą ołtarz główny, dwa ołtarze boczne, chrzcielnica i ambona z XIX i XX wieku. Są neobarokowe. W ołtarzu głównym znajduje się obraz Matki Bożej Częstochowskiej zasłaniany obrazem Pana Jezusa na krzyżu. W zwieńczeniu nastawy ołtarzowej zamontowano obraz Mojżesza. Ołtarz flankowały figury św. Antoniego i św. Teresy, które zostały skradzione. W lewej kaplicy ustawiono ołtarz z obrazem św. Antoniego, a nad nim umieszczono obraz św. Judy Tadeusza. W prawej kaplicy znajduje się obraz św. Jana Chrzciciela, a nad nim obraz św. Józefa. W kaplicy pod wieżą zamontowano obraz św. Maksymiliana Kolbego. Na ścianach wiszą stacje drogi krzyżowej z 1887.
W Muzeum Diecezjalnym w Łomży przechowywana jest gotycka figura z kościoła w Turośli, datowana na II ćwierć XV wieku. Przedstawia jedną z trzech Marii, które nawiedziły grób Jezusa w Niedzielę Wielkanocną: Marię Salome lub Marię Kleofasową. Została wykonana prawdopodobnie na terenie państwa Zakonu Krzyżackiego. Figura została sprowadzona do Turośli z innego mazowieckiego kościoła, a może dopiero w XIX wieku z terenu luterańskich Prus.